# 순창 운림리 농소고분
순창 운림리 농소고분 (淳昌 雲林里 農所古墳) 은 대한민국 전북특별자치도 순창군 적성면 운림리 산에 존재하는 고려시대 양식의 고분이다.